# Heteropalpia ugandana
Heteropalpia ugandana là một loài bướm đêm trong họ Erebidae.